# Joël (voornaam)
Joël is een voornaam van Hebreeuwse oorsprong (יוֹאֵל) die zowel aan jongens als meisjes wordt gegeven. De betekenis is JHWH, dat  de Heer is God betekent. De letter J met een aanvullende klinker is een afkorting van "Jah". Omdat de Hebreeuwse taal geen klinkers gebruikte, kan dit worden aangevuld met een a of bijvoorbeeld een o. El betekent God.

## Personen met de voornaam Joël
- Joël Voordewind, Nederlands politicus
- Joël Smets, Belgisch motorcrosser
- Joël Robuchon, Franse kok
- Joël Veltman, Nederlandse profvoetballer
- Joël Drommel, Nederlandse voetballer
- Joël Piroe, Nederlandse voetballer
- Joël Stoppels, Nederlands oorlogshistoricus
- Joël Tshibamba, Nederlandse voetballer

## Trivia
Meisjesnamen die van dezelfde oorsprong komen, zijn onder andere Joëlle en Jaël.
- Joël
- Joël (Carry Slee)
- Joël (boek)
- Joël (profeet)
- Joël (voornaam)
- Joël Abati
- Joël Atse
- Joël Atsé N’cho
- Joël Baja
- Joël Bartholomeeussen
- Joël Bats
- Joël Benjamin Vos
- Joël Bijlow
- Joël Brandt
- Joël Broekaert
- Joël Corminboeuf
- Joël Daydé
- Joël De Ceulaer
- Joël Dicker
- Joël Donald
- Joël Drommel
- Joël Ekamba
- Joël Ekamba-Ey'oombe
- Joël Emanuel Goudsmit
- Joël Epalle
- Joël Epallé
- Joël Godeau
- Joël Godeau (diplomaat)
- Joël Groff
- Joël Hoop
- Joël Kana
- Joël Kitenge
- Joël Lautier
- Joël Magnin
- Joël Martinus
- Joël Matip
- Joël Pelier
- Joël Pinas
- Joël Piroe
- Joël Prévost
- Joël Riguelle
- Joël Robert
- Joël Robuchon
- Joël Roeffen
- Joël Roerig
- Joël Sami
- Joël Schingtienne
- Joël Schmied
- Joël Sloof
- Joël Smets
- Joël Stalter
- Joël Stoppels
- Joël Suter
- Joël Thomas
- Joël Tillema
- Joël Tshibamba
- Joël Vander Elst
- Joël Vanhoebrouck
- Joël Veltman
- Joël Voordewind
- Joël Vredenburg
- Joël Zangerlé
- Joël Zwarts
- Joël de Ceulaer
- Joël de Tombe
- Joël van Kaam
- Joël Émile Édouard Robert
- Joëlle
- Joëlle-Chloë Edelman
- Joëlle Dubois
- Joëlle Kapompole
- Joëlle Kapompolé
- Joëlle Léandre
- Joëlle Maison
- Joëlle Milquet
- Joëlle Mogensen
- Joëlle Numainville
- Joëlle Rozie
- Joëlle Schad
- Joëlle Scheps
- Joëlle Smits
- Joëlle Tuerlinckx
- Joëlle Ursull
- Joëlle van Koetsveld van Ankeren
- Joëlle van Noppen